# Bayernpartiet
Bayernpartiet (tyska: Bayernpartei, BP) är ett separatistiskt och konservativt politiskt parti i Bayern. Partiet är enbart är aktivt regionalt i Bayern. Dess viktigaste fråga är Bayerns utträde ur Förbundsrepubliken Tyskland. Tillsammans med Kristsociala unionen (CSU) kan partiet ses som en arvtagare till Bayerska folkpartiet (BVP) som fanns före det nazistiska maktövertagandet. Partiet är medlem av Europeiska fria alliansen.

## Historik
Partiet hade vissa framgångar i valen i slutet av 1940-talet och 1950-talet: 20,9 procent av rösterna i Bayern 1949 och 17 mandat Förbundsdagen. 1953 åkte de dock ur Förbundsdagen eftersom 5 %-spärren började tillämpas på nationell nivå istället för i varje Förbundsland för sig.
1950 hade partiet 17,9 procent respektive 39 mandat i bayerska delstatsparlamentet, där det 1954 bildade en koalition med de bayerska grenarna av Socialdemokratiska partiet (SPD) och Fria demokratiska partiet (FDP). Detta tvingade bort Kristsociala unionen (CSU) från makten i tre år.
Senare, främst på grund av kasinoaffären, som påverkades av CSU och dess generalsekreterare Friedrich Zimmermann, förlorade Bayerska partiet snabbt väljare. Det finns fortfarande kvar, men valdes senast in i det bayerska delstatsparlamentet 1962.
I lokalvalen 2008 fick partiet dock 50 mandat (jämfört med 32 år 2002), främst i Oberbayern, inklusive en av de 80 platserna i stadsfullmäktige i München, Bayerns huvudstad, efter 42 års frånvaro där. Bayerska partiet vann ett mandat i Oberbayerns distriktsparlament.
Därefter har partiet inte erövrat några mandat i någon större politisk församling, Partiet vann 2021 sammanlagt fyra mandat i tre av Bayerns bezirkstags.